# Duitse herstelbetalingen na de Eerste Wereldoorlog

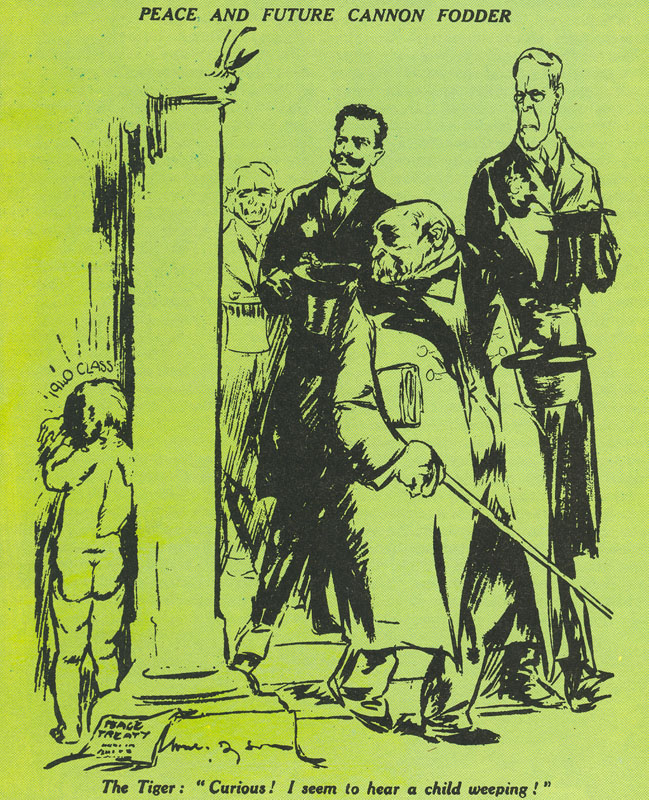
Spotprent van Will Dyson uit 1919; een kind met bijschrift "1940 class" (lichting van 1940) schreit over het vredesverdrag van de Grote Vier.

De Duitse Herstelbetalingen na de Eerste Wereldoorlog zijn de herstelbetalingen die na de Eerste Wereldoorlog aan Duitsland zijn opgelegd, op basis van het Oorlogsschuldartikel 231 van het Verdrag van Versailles. Duur en hoogte van de betalingen werden niet in het verdrag vastgelegd, maar zouden worden vastgesteld door een commissie met een verreikende controlefunctie zonder Duitse deelname. Deze commissie moest het economische vermogen van Duitsland bepalen.
Het inkorten, verschuiven, respectievelijk definitief beëindigen van deze herstelbetalingen was het voornaamste doel van de Duitse buitenlandse politiek. Vooral Gustav Stresemann en Heinrich Brüning slaagden erin dit doel te benaderen. Stresemann was bij het bereiken ervan al dood, Brüning was kort daarvoor afgetreden.
Volgens huidige inzichten waren de Duitse herstelbetalingen zelfs in de zwaarste jaren van de Weimarrepubliek geen serieuze hindernis voor de economische wederopbouw na de verloren oorlog, maar zij waren verbonden met de Duitse Oorlogsschuldendebat en maakten de Duitse economie afhankelijk van kredieten van de Verenigde Staten. Om deze redenen wilde de regering van de Weimarrepubliek de claims verminderen, respectievelijk afschaffen.
Zo groeiden zij uit tot een voortdurende politieke belasting, omdat zowel de partijen en bonden van de ultraconservatistische, als ook de KPD de herstelbetalingen voor agitatie tegen de Weimarrepubliek gebruikten.
Uiteindelijk hebben de herstelbetalingen tot politieke en economische instabiliteit van de eerste Duitse democratie bijgedragen.

## Posities van de winnaars
De Verenigde Staten, onder president Wilson, wilden Duitsland als bolwerk tegen het communisme gebruiken, ten behoeve van een stabiele situatie in Europa. (Zie ook het Veertien Punten -programma.) Maar tevens wilden zij terugbetaling van de oorlogskredieten die ze de Europese bondgenoten (Verenigd Koninkrijk, Frankrijk en Italië) hadden verstrekt. In de Verenigde Staten werd het Verdrag van Versailles bekritiseerd. Omdat een groot deel van de betalingen als terugbetaling van oorlogskredieten uiteindelijk naar de Verenigde Staten ging, hadden de Verenigde Staten ook de grootste invloed op de ontwikkeling van deze betalingen. De Verenigde Staten trokken zich uit Europa terug en traden niet toe tot de door Wilson geïnitieerde Volkenbond. In 1923 beëindigden de Verenigde Staten hun vrijwillige isolement en gaven kredieten aan Duitsland, in het kader van het Dawes Plan, waaraan zij voor een groot deel meewerkten. In 1931 ging van de Amerikaanse president Herbert Hoover het Hoovermoratorium uit. De positie van de VS en het Verdrag van Versailles zijn door John Maynard Keynes bekritiseerd, omdat er geen regelingen voor een economisch wederopbouw van Europa waren voorzien.
Het Verenigd Koninkrijk onder premier David Lloyd George stelde zich vergelijkbaar op. Het wilde Duitsland als bescherming tegen het communisme, een “Balance of Powers” in Europa, en was voor terugbetaling van de kredieten aan de Verenigde Staten aangewezen op de herstelbetalingen door Duitsland. Het Verdrag van Versailles stuitte in het Verenigd Koninkrijk op afwijzing. Het land nam niet deel aan de bezetting van het Ruhrgebied, maar veroordeelde die als contractbreuk.
Frankrijk onder minister-president Raymond Poincaré stond een verzwakking voor van Duitsland, waartegen het zo veel oorlogen gevoerd had. Frankrijk was minder in stabiliteit, maar meer in een sterkere eigen positie in Europa geïnteresseerd. Bovendien was de oorlog in het Westen bijna volledig op Frans gebied uitgevochten waardoor Frankrijk de grootste materiële schade had geleden. Zo verbaast het ook niet dat Frankrijk hoge eisen stelde en ook de controle wilde over de industriegebieden in het westen van Duitsland. In Frankrijk stonden Poincaré, met een compromisloze houding, en Aristide Briand, die zich voor een betere verstandhouding met Duitsland inzette, tegenover elkaar. Bij de Ruhrbezetting was Frankrijk onder Poincaré de drijvende kracht.
Van 1925 tot 1929 werkte Briand als minister van Buitenlandse Zaken nauw samen met Gustav Stresemann en zo ontstond het Verdrag van Locarno. De Franse bevolking was voor een harde koers tegenover Duitsland. Briand kon daarom geen grote concessies doen die voor Stresemann tegenover de radicale partijen een steun in de rug zouden hebben betekend. In 1931 was Frankrijk als enig land tegen het Hoovermoratorium en raakte daarmee in een isolement.

## Eerste vorderingen
Al in het Verdrag van Versailles was vastgelegd dat Duitsland tot april 1921 twintig miljard ‘Goudmark’ moest betalen, een bedrag dat overeenkomt met meer dan 7 miljoen kilogram goud. Ook zou het grootste deel van de koopvaardijvloot overgedragen worden. Het verlies van de handelsvloot bracht een behoorlijke vermindering van de exporteconomie met zich mee – wat een belangrijke basis voor de economische kracht was. In april 1920 constateerde de hoogste geallieerde raad dat Duitsland een achterstand bij zijn kolenleveranties had. In juni 1920 eisten de geallieerden op de conferentie van Boulogne 296 miljard ‘Goudmark’ in 42 jaartermijnen.
In 1920 vonden een aantal conferenties plaats: in april in San Remo, in juli in Hythe en Boulogne-sur-Mer waar ook de herstelbetalingen besproken zijn.

Bij de Conferentie van Spa in juli 1920 mochten voor het eerst vertegenwoordigers uit Duitsland deelnemen. Hier werd een verdeelsleutel vastgelegd, om duidelijkheid te krijgen welke aandelen de verschillende landen van de herstelbetalingen zouden krijgen. Daarna zouden Frankrijk 52%, het Verenigd Koninkrijk 22%, Italië 10% en België 8% krijgen. De geallieerden dreigden verder met een bezetting van het Ruhrgebied om hun eisen kracht bij te zetten. In december ontmoetten deskundigen elkaar in Brussel voor een discussie over de betalingen.
In 1921 eisten de winnaars ook de twee nieuwe DELAG-zeppelins 'LZ120' en 'LZ121' op. Deels vanwege een uitdrukkelijke verbod van de geallieerden kwam de Duitse luchtschipvaart voor een tijd tot stilstand. Pas in 1924 kon Duitsland weer een luchtschip aan de Verenigde Staten leveren – eveneens als herstelbetaling.
Op 29 januari 1921 eisten de geallieerden in Parijs 269 miljard 'Goudmark' in 42 jaartermijnen, daarvan 226 miljard als niet veranderbare hoofdsom. Ook moest Duitsland 12% van de waarde van zijn jaarlijkse exporten afstaan. De Rijksdag wees deze vorderingen af. Nadat ze in London een voorstel van Duitsland van 50 miljard hadden afgewezen bezetten de geallieerden op 8 maart Ruhrort, Duisburg en Düsseldorf.
Het kwam tot een zware regeringscrisis en op 4 mei aanvaardde het kabinet-Fehrenbach de consequenties en trad af, omdat de DVP de verantwoording voor de herstelbetalingen niet wilde dragen.

Deze crisis werd door de KPD voor een machtsgreep gebruikt. Zij organiseerde arbeidersopstanden in Hamburg en centraal Duitsland, die door de politie neergeslagen werden. Formaties van Poolse vrijwilligers rukten op 2 mei 1921, zonder weerstand van de Franse bezetters, Opper-Silezië binnen. Het Vrijkorps kon hen terugslaan, maar het gebied moest afgedragen worden, ook al wilde volgens een plebisciet 60% van de bevolking bij Duitsland blijven.
Lloyd George overhandigde op 5 mei 1921 de Duitse ambassadeur in Londen de nieuwe claims van de geallieerden ter waarde van 132 miljard ‘Goudmark’ – wat overkomt met circa 47.000 ton goud. Ook moest Duitsland 26% van de waarde van export aan de geallieerden afstaan. Deze vorderingen werden begeleid door het ‘Londense Ultimatum’ van de geallieerden. Dit hield in dat bij weigering van deze vorderingen het Ruhrgebied binnen zes dagen volledig zou worden bezet. Verder eisten de geallieerden demilitarisatie en de uitlevering van oorlogsmisdadigers.
De regering onder ‘Reichskanzler’ Joseph Wirth moest de vorderingen een dag na haar aantreden op 11 mei accepteren. Deze zogenoemde “Erfüllungspolitik” werd hevig door de rechtse partijen bekritiseerd. Matthias Erzberger zette zich als minister van Financiën in voor het nakomen van de verplichtingen voerde hiertoe een hervorming van financiën in. Deze leidde tot een vermindering van het federalisme en een toename van de unitarisatie in Duitsland. Erzberger werd in 1921 door leden van de ’Organisation Consul’ als “Erfüllungspolitiker” vermoord. In 1922 werd minister van Buitenlandse Zaken Walther Rathenau door dezelfde organisatie vermoord.
De Verenigde Staten ratificeerden het Verdrag van Versailles niet en eisten geen herstelbetalingen.

## Schikking met de Sovjet-Unie
De principiële beslissing onder Rijkskanselier Wirth om de vorderingen na te komen en daardoor hun onhaalbaarheid aan te tonen, gaf geen oplossing voor de herstelbetalingen. Eind 1921 kwam Rathenau tot een overeenkomst met Frankrijk die inhield, dat Frankrijk in plaats van financiële betalingen, meer ‘in natura’ leveringen aanvaardde. In 1922 wist Duitsland met Britse steun uitstel van de betalingen te bereiken. Het Verenigd Koninkrijk wilde de Duitse koopkracht beschermen – de Duitsers zouden dan in staat zijn Britse waren te kopen waarmee het de industriële productie wilde steunen omdat deze nodig was om ook in toekomst herstelbetalingen te kunnen waarborgen.

Dit was een eerste succes in het aantonen dat aan de Duitse betaalmogelijkheden grenzen waren. De Britten wilden op de conferentie van Genua over wereldeconomie en financiële kwesties een Europese overeenstemming bereiken, maar dit leverde weinig op.
In de marge van deze conferentie bereikten Duitsland en de Sovjet-Unie echter het Verdrag van Rapallo. Daarbij deden beide partijen afstand van eigen eisen aan de andere. Door dit verdrag kwam het tot een toenadering tussen deze geïsoleerde staten. Dit leidde tot ergernis van de westelijke mogendheden en was daarmee ook een reden voor de bezetting van het Ruhrgebied.

## Bezetting van het Ruhrgebied
De herstelbetalingkwestie was nog steeds niet opgelost. Terwijl de Duitse regering de sterke inflatie als reden noemde voor betalingsachterstanden, verweten de Westelijke mogendheden Duitsland, niet ten onrechte, dat het deze inflatie bewust op een hoog niveau hield. Ze waren alleen maar tot korte betalinguitstellen bereid, langere opschortingen wezen zij af. Omdat de ‘Erfüllungspolitiek’ geen noemenswaardige successen kon tonen, stuitte die in Duitsland op steeds meer afwijzing en de regering onder Wilhelm Cuno beëindigde ze in november 1922.
Na de conferentie in Genua had Frankrijk weer het initiatief van de politiek tegenover Duitsland genomen en eiste “productieve onderpanden”. In 1922 verhinderde het Verenigd Koninkrijk de overname van Duitse industrieaandelen door de herstelbetalingcommissie.
Toen Duitsland bij zijn herstelbetalingen weer een, relatief kleine, achterstand had opgelopen, trokken Franse en Belgische troepen begin 1923 het Ruhrgebied binnen. De Duitse regering en bevolking reageerden met passieve weerstand; de bevelen van de bezettingstroepen werden genegeerd, er werd een algemene staking uitgeroepen en de treinen met steenkool die de Fransen en Belgen wilden afvoeren werden omgeleid en geblokkeerd. De bezetters ontsloegen daarop alle spoorwegpersoneel. Dit werd, zoals alle andere stakers, door de rijksregering financieel gesteund.

## Inflatie en einde van de Ruhrstrijd
De herstelbetalingen hadden hun aandeel aan de sterk stijgende inflatie in Duitsland, omdat meer geld gedrukt werd dan de economie toestond. In 1923 was de stabilisatie van de Reichsmark de voorwaarde voor een nieuwe onderhandeling over de herstelbetalingen.
Het einde van de strijd tegen de bezetting van het Ruhrgebied, en het begin van de strijd tegen de inflatie, kwam met de nieuwe rijkskanselier Gustav Stresemann in de zomer 1923. Hij had aanvankelijk het verzet gesteund, maar zag steeds minder een oplossing voor de crisis. Duitsland had verscheidene compromisvoorstellen gedaan, maar het Verenigd Koninkrijk was alleen na beëindiging van de passieve weerstand tot nieuwe onderhandelingen bereid. Stresemann hoopte op aftocht van de buitenlandse troepen na beëindiging van de weerstand. Frankrijk was tot geen enkel compromis bereid, omdat het de uitzichtloze situatie van Duitsland kende. Het einde van de weerstand op 26 september bracht in het begin geen verbetering van de situatie, het kwam tot afscheidingsbewegingen die door Frankrijk gesteund werden. Op 28 september werd volgens de MICUM-overeenkomst de betaling van de herstelbetalingen hervat.

## Dawes-plan
Pas na tussenkomst van het Verenigd Koninkrijk en de Verenigde Staten was Frankrijk bereid zijn positie in de herfst 1923 te herzien. Na de valutahervorming en de beëindiging van de inflatie ontstond 1924 het Dawes Plan. In deze overeenkomst werd de hoogte van de vorderingen, aanvankelijk 1 miljard per jaar en later 2,5 miljard per jaar, omlaag gebracht. Tegenover de politieke factoren kwamen de economische factoren meer op de voorgrond te staan. Maar een einde voor de betalingen werd niet vastgelegd. Om de betalingen te regelen werd een zogenoemde ‘Reparationsagent’ met zetel in Berlijn ingesteld. Er zijn inderdaad kredieten van de Verenigde Staten naar Duitsland gegaan, maar toch schreef Stresemann al op 7 september 1925 in een brief aan de kroonprins Wilhelm dat Duitsland vanaf 1927 niet meer in staat zou zijn de herstelbetalingen op te brengen.

## Young-Plan
In 1926 bespraken de Franse minister van Buitenlandse Zaken Aristide Briand en zijn Duitse collega Stresemann in het Franse Thoiry onder andere de ontruiming van het Rijnland en het versnellen van de herstelbetalingen, die Frankrijk de mogelijkheid zouden geven hun financiële crisis tegen te gaan. Maar vooral Briand kon zijn voorstellen in zijn eigen land niet aanvaard krijgen.
In werd 1929 werd met het Young-plan de duur van de herstelbetalingen vastgelegd op 59 jaar (dus tot 1988). In totaal zou Duitsland volgens dit plan 114 miljard ‘Goudmark’ betalen. De rechtse partijen probeerden het Young-plan door een referendum af te wijzen. Dit hielp Adolf Hitler in de politiek terug te keren. Bij de festiviteiten ter gelegenheid van de ontruiming van het Rijnland werd Gustav Stresemann niet genoemd.

## Einde van de herstelbetalingen
Met het in werking treden van het Young-plan probeerde het eerste Präsidialkabinett onder Heinrich Brüning de Duitse export omhoog te brengen, om genoeg deviezen voor de herstelbetalingen te hebben. Kredieten, die men in de jaren 1924 tot 1929 om deze reden genomen had, waren na de Beurskrach van 1929 niet meer te krijgen. Brüning hoopte dat de groei van de Duitse export voor de schuldeisende landen zo onaangenaam zou worden, dat deze binnen enkele jaren een revisie van de Young-plan zouden voorstellen.

Het Duitse exportoffensief mislukte, omdat de Grote Depressie zojuist had toegeslagen, en alle landen naar soortgelijke maatregelen grepen, waarbij onder andere de invoerrechten werden verhoogd. Tot nu toe is niet zeker of de deflatiepolitiek van Brüning ook tot beëindiging van de herstelbetalingen zouden hebben geleid, of dat het puur om een economische maatregel ging.
Het einde van de herstelbetalingen kwam van een heel andere kant, waarop Brüning helemaal niet gerekend had. Zijn poging tot het sluiten van een douane-unie met Oostenrijk, en zijn nationalistische propaganda in een poging de nazi’s de wind uit de zeilen te nemen, maakten de buitenlandse schuldeisers onzeker. In het voorjaar 1931 werden steeds meer kortdurende kredieten teruggevraagd. Duitsland stond aan de rand van een faillissement. In deze situatie stelde de Amerikaanse president Herbert Hoover voor alle schulden tussen staten voor een jaar te laten rusten om het vertrouwen van de kredietmarkten in de Duitse economie te herstellen. Deze poging mislukte, doordat de Fransen het in werking treden van het Hoover-Moratorium door weken durende onderhandelingen vertraagden. Op 13 juli 1931 moesten alle Duitse banken meerdere dagen sluiten. Deviezenexport was verboden, Duitsland was failliet.
In deze situatie begrepen de buitenlandse particuliere schuldeisers, vooral de Amerikaanse en de Britse, dat hun enige kans om de geleende miljarden weer terug te zien lag in het afzien van de herstelbetalingen. Zelfs al zou de Duitse economie zich goed herstellen, dan zouden er naar afloop van het Hoover-Moratorium niet genoeg deviezen zijn om herstelbetalingen en schulden te kunnen betalen.
Twee expertises van 1931, het Layton-bericht en het Beneduce-bericht verklaarden het faillissement van Duitsland naar einde van het Hoover-Moratorium. Deze berichten waren basis voor de Conferentie van Lausanne in de zomer 1932, die de Duitse herstelbetalingen tegen een restbetaling van drie miljard ‘Goudmark’ in deviezen ophief. Kanselier Brüning, die op een volledig schrappen van de herstelbetalingen had gehoopt om zijn politieke positie in eigen land te verbeteren, was op dat moment al door Franz von Papen afgelost. Het Verdrag van Lausanne is nooit door de deelnemende staten getekend, waardoor de slotbetaling nooit is voldaan.
Bovendien geloofden Brüning en zijn medewerkers dat de deflatiepolitiek een goed middel was om Duitsland uit de wereldeconomiecrisis te helpen. Wel speelde Brünings deflatiepolitiek aan het einde van de herstelbetalingen in zoverre een rol, dat ze in de rapportage van de experts nadrukkelijk geprezen werd. De reden hiervan was, dat particuliere schuldeisers hoopten, dat Duitsland door deze maatregelen weer genoeg deviezen ging verdienen om hun leningen te kunnen terugbetalen. Diepere oorzaken voor het einde van de herstelbetalingen was het instorten van de Duitse banken, veroorzaakt door Brünings onhandige buitenlandse politiek en de Franse weigering Duitsland financiële hulp te geven.
Na de Tweede Wereldoorlog is in de Londense Schuldenovereenkomst de terugbetaling van de Duitse particuliere schulden in het buitenland geregeld. Daarbij hoorden ook delen van de herstelbetalingen die 1930 op basis van leningen waren voorgefinancierd en daarmee in particuliere schulden omgezet waren. De hoogte werd gehalveerd. Tot ongeveer 1983 betaalde de Bondsrepubliek 14 miljard DM schulden terug. De rente ter hoogte van 251 miljoen marken uit de jaren 1945 tot 1952, was tot de hereniging van Duitsland uitgesteld en moest in 1990 worden betaald. De Bondsregering gaf daartoe obligaties uit, die tot 2020 uit de staatskas betaald worden. Aflossing en rente bedragen per jaar circa 5 miljoen euro. In 2010 betaalde Duitsland zijn laatste schulden af uit de Eerste Wereldoorlog.